# Szigliget
Szigliget es un pueblo ubicado en el distrito de Tapolca, en el condado de Veszprém, Hungría.

## Superficie
Posee una superficie de 34,26 kilómetros cuadrados.

## Demografía
Hasta 2019 la población era de 792 habitantes, con una densidad de población de 23,12 habitantes por kilómetro cuadrado.